# Jean-Baptiste Carnoy
 (juillet 2023).
Pour les articles homonymes, voir Carnoy (homonymie).
Jean-Baptiste Carnoy (né à Rumillies, Belgique, le 11 janvier 1836, mort à Schuls, Suisse, le 6 septembre 1899) est un biologiste belge, professeur à l'Université catholique de Louvain.

## Biographie
Après des études secondaires au collège de Tournai, Carnoy étudie la philosophie au petit séminaire de Bonne-Espérance puis la théologie au grand séminaire de Tournai. En 1861, il est ordonné prêtre. Par ailleurs, il étudie les sciences naturelles à l'Université catholique de Louvain, où il est diplômé Docteur en sciences naturelles en 1865. Bénéficiant d'une bourse d'études du gouvernement pour partir à l'étranger, il poursuit ses études aux universités de Bonn, Iéna (où il collabore avec l'ingénieur Carl Zeiss), Leipzig, Berlin et Vienne.
Après ses études, Carnoy est envoyé à Rome afin de régler des affaires pour le compte du diocèse de Tournai. Là-bas, il en profite pour effectuer des recherches sur les cellules de champignons. Il est membre titulaire de l'Académie pontificale des Nuovi Lincei. En 1868, il est rappelé par son évêque, à la demande de Mgr Laforêt, pour assurer des cours de biologie générale à l'UCL. Le manque de subsides de l'université le contraint cependant à abandonner le projet. Il est alors rappelé par l'évêque de Tournai qui le nomme vicaire à Celles. Cela ne l'empêche pas de continuer ses recherches en parallèle et de publier notamment ses Recherches anatomiques et physiologiques sur les champignons dans le bulletin de la Société royale de Botanique. En 1870, Carnoy est nommé curé à Bauffe.
En 1876, de retour à Louvain, il est chargé de l'enseignement de la biologie, de la botanique et de la microscopie. Il est à l'origine des premiers travaux pratiques dans le domaine de la cytologie et publie, en 1879, un Manuel de microscopie, suivi, en 1884, d'un traité de biologie cellulaire. La même année, il fonde une revue internationale de cytologie intitulée La Cellule : ce journal sera publié jusqu'en 1987. Enthousiasmé par le développement des études de biologie cellulaire à l'UCL, il n'hésite pas à consacrer temps et argent à la création, à Louvain, de nouveaux laboratoires, regroupés sous le nom d'Institut Carnoy (1890). Il continue ensuite ses recherches en Suisse, où il meurt en 1899.

## Contributions scientifiques
Ses recherches ont contribué à faire avancer les connaissances en cytologie, notamment sur le noyau cellulaire et la mitose. Carnoy est également connu en histologie pour avoir mis au point un fixateur anhydre à base d'éthanol, de chloroforme et d'acide acétique.

## Publications importantes
- Jean-Baptiste Carnoy, Manuel de microscopie à l'usage des élèves qui fréquentent l'Institut micrographique, Louvain, Peeters, 1879, 218 p. (lire en ligne)
- Jean-Baptiste Carnoy, La biologie cellulaire : étude comparée de la cellule dans les deux règnes, Lierre, Van In, 1884, 271 p. (lire en ligne)
- Jean-Baptiste Carnoy, La cytodiérèse chez les animaux : étude comparée du noyau et du protoplasme à l'état quiescent et à l'état cinétique, Louvain, Peeters, 1886